# SUPER SPEED E.P
「SUPER SPEED E.P」（スーパー・スピード・イーピー）はMASTERLINKの2枚目のシングル。

## 概要
表題曲「SUPER SPEED」のカップリングは同曲のリミックスを大沢伸一、DAISHI DANCEが1曲ずつ担当した。テレビ金沢『となりのテレ金ちゃん』10月度エンディングテーマ及び1枚目のアルバム『Muziiic Store』先行シングル。

### プロモーションビデオ
全編アニメーションのプロモーションビデオはSTUDIO4℃の創立メンバーの一人で、アニメーション監督の森本晃司が監督を務めた。森本は表題曲に合わせて制作したため、「さわやかな疾走感と、流れるスピード感を表現する為に、今回のPVでは明日に向って進んでいる、もしくは驀進している姿を愛らしいキャラにのせて描く事にしました。そんなメッセージを今回の愛らしいウサギのキャラに託して表現しました」とコメントしている。

## 批評
大沢、DAISHIは表題曲のリミックスを行ったことについて、感想を述べている。大沢は「（MASTERLINKから）フロアで使えるようなミックスにしてほしい、それ以外のリクエストはありません」と依頼されて、快諾を受けたと語ったことに加え、「大変気にいっています。フロアを意識せず元の曲の良さを最大限に生かした方向性をオファーされていても素晴らしいものが出来上がっていたともおもいます。また是非お仕事したい」とコメントしている。また、DAISHIは「原曲がいいのでハウスミュージックが持っている更なる高揚感、疾走感にGROOVEをちょっと足したREMIXになってます」とコメントした。
CDジャーナルは表題曲を「四つ打ち系エレクトロ・サウンド、滑らかなスピード感をたたえたメロディがひとつになった」と、カップリング『Everything』を「憂いを帯びたメロディとコーラスが印象的」と評した。

## 収録曲
1. SUPER SPEED E.P
作詞・作曲：NARU　編曲：MASTERLINK
2. Everything
作詞・作曲：NARU　編曲：MASTERLINK
3. Special
作詞・作曲：NARU　編曲：MASTERLINK
4. SUPER SPEED（SHINICHI OSAWA REMIX）
Remix：大沢伸一
5. SUPER SPEED（DAISHI DANCE REMIX）
Remix：DAISHI DANCE